# Pealius tuberculatus
Pealius tuberculatus là một loài côn trùng cánh nửa trong họ Aleyrodidae, phân họ Aleyrodinae.
Pealius tuberculatus được Takahashi miêu tả khoa học đầu tiên năm 1942.